# 印西市ふれあいバス
印西市ふれあいバス（いんざいしふれあいバス）は、千葉県印西市が運行するコミュニティバス。運行は京成バス千葉セントラル印西営業所に委託している。
2023年3月31日まで運行時刻や乗り継ぎ方法、所要時間等を検索できる「ふれあいバス時刻・乗継システム」があったが、乗り換え検索サイトの普及、システムの維持管理等の観点から、公開を終了した。

## 運賃・乗車券類
- 運賃は100円均一。小学生以下の小児は無料[1]。
- 障害者手帳保持者とその介助者1名までは、手帳の提示により運賃無料となる[1]。障害者手帳アプリ「ミライロID」も利用できる[1]。
- 2020年（令和2年）7月1日より、市内在住の70歳以上の高齢者を対象に、ふれあいバス無料乗車カード「FUREiCA（フレアイカ）」の発行を開始した[1]。事前に申請してカードを入手し、乗車時に提示すると運賃が無料になる[3]。
- 運賃支払いには、PASMO・Suica、および交通系ICカード全国相互利用サービスに対応する交通系ICカードを利用できる[1]。運賃に差額はない。
- 乗継制度があり、印西市役所および本埜支所、市内3駅（木下駅、千葉ニュータウン中央駅、印西牧の原駅）で他ルートに乗り継ぐ場合、乗務員から乗継券を受け取ることで無料乗継ができる[1]。

## 現行路線

### 東ルート
（小林・本埜支所・平岡循環ルート）
- 市役所 - 木下駅南口 - 平岡宮堤 - 鳴沢 - 小林牧場 - 本埜支所 - 小林駅前 - 平岡宮堤 - 木下駅南口 - 市役所
→方向が平岡・小林回り、←方向が小林・平岡回り。

### 中ルート
（別所・牧の原・高花循環ルート）
- 市役所 - 木下駅南口 - 別所 - 印西牧の原駅南口 - 高花三丁目 - 高花 - 高花団地入口 - 原山団地 - 割野 - 木下駅南口 - 市役所
→方向が別所・牧の原・高花回り、←方向が高花・牧の原・別所回り。

### 西ルート
（永治・木刈循環ルート）
- 市役所 - 木下駅前 - 松山下公園 - 木刈四丁目 - 千葉ニュータウン中央駅北口 - 戸神台 - 小倉 - 松山下公園 - 木下駅前 - 市役所
→方向が永治・木刈・小倉回り、←方向が小倉・木刈・永治回り。

### 南ルート
（千葉ニュータウン循環ルート）
- 印西牧の原駅南口 - 西の原公園 - 高花三丁目 - 高花団地入口 - 原山団地 - ビジネスモール中央 - 木刈中央公園 - 千葉ニュータウン中央駅北口 - 武西 - 船尾坂上 - 松崎 - （柏木台） - 印西牧の原駅南口
→方向が高花・木刈・松崎回り、←方向が松崎・木刈・高花回り

### 布佐ルート
（市役所 - 千葉ニュータウン中央駅北口）
- 市役所 - 木下駅南口 - 水神宮前 - 布佐駅東口 - 松山下公園 - 木刈四丁目 - 千葉ニュータウン中央駅北口
布佐ルートのみ、印西市外の我孫子市布佐地区を経由する。「北千葉揚排水機場前」「水神宮前」「都」「都入口」「近隣センター（ふさの里）」「布佐郵便局前」「布佐駅東口」「布佐葭立」「我孫子東高校」のバス停留所は我孫子市内にある。
  - 2011年9月1日 - 実証運行開始[4]。
  - 2015年10月 - ダイヤ改正および増便。我孫子市民も北総鉄道北総線を利用しやすいよう、我孫子市公式サイトにも掲載された。

### 印旛・本埜支所ルート
（印旛支所・本埜支所・牧の原循環ルート）
- 印旛支所 - 日本医大千葉北総病院 - 印旛日本医大駅 - 荻原公園 - 竜腹寺東 -本埜支所- 印西牧の原駅南口 - 西の原公園 - 印旛支所
印西牧の原駅南口 → 西の原公園 → 印西牧の原駅南口 を循環して戻ってくるコース。

## 車両
全ルートで京成バス千葉セントラルが保有する小型ノンステップバスの日野・ポンチョ（2ドアロングボディ）を使用しており、バリアフリーに対応し車椅子が2台まで乗車できる。専用車両は明るい青色基調のカラーリングで、ふれあいバスのキャラクター「たぬきのポン太・きつねのコン助」が描かれている。ふれあいバス専用のバス停ポールも青色で、ポン太とコン助が描かれている。